# Stade Francisco-Sánchez-Rumoroso
Le stade Francisco-Sánchez-Rumoroso est un stade chilien se trouvant à Coquimbo.
Construit en 1970, il a une capacité de 18 750 places. Le club résident est le Coquimbo Unido, qui se trouve en division 2 chilienne.  
Le stade accueille la Coupe du monde féminine des moins de 20 ans 2008. 